# 하이드로사우루스속

일반적으로 세일핀도마뱀으로 알려진 하이드로사우루스(Hydrosaurus)속은 아가마과의 속이다. 이들은 비교적 크며, 꼬리에 돛 같은 구조의 이름을 따서 세일핀도마뱀이라 불린다. 필리핀, 인도네시아, 파푸아뉴기니 등에 분포하며, 강과 맹그로브 군락과 같은 물 근처에서 발견된다. 세일핀 도마뱀은 반수생 동물이며 바실리스크도마뱀과 유사하게 발과 꼬리를 사용하여 짧은 거리의 물 위를 가로질러 달릴 수 있다. 서식지 파괴와 수집으로 인해 생존에 위협을 받고 있다.
하이드로사우루스속은 Hydrosaurinae아과의 단형이다.

## 종
파충류 데이터베이스에 따르면 현재 5종이 있다.
- Hydrosaurus amboinensis (Schlosser, 1768)
- Hydrosaurus celebensis (Peters, 1872)
- Hydrosaurus microlophus (Bleeker, 1860)
- Hydrosaurus pustulatus (Eschsholtz, 1829)[5]
- Hydrosaurus weberi  (Barbour, 1911)

## 참고 문헌
1. 1 2  Hydrosaurus, The Reptile Database
2. 1 2  Cameron D. Siler, Andrés Lira-Noriega, Rafe M. Brown (2014). Conservation genetics of Australasian sailfin lizards: Flagship species threatened by coastal development and insufficient protected area coverage. Biological Conservation 169: 100–108. doi:10.1016/j.biocon.2013.10.014
3. ↑  Jackman Bauer (2008). Global diversity of lizards in freshwater (Reptilia: Lacertilia). Hydrobiologia 595(1): 581–586.
4. ↑  Denzer, W.; P.D. Campbell; U. Manthey; A. Glässer-Trobisch; A. Koch (2020). “Dragons in Neglect: Taxonomic Revision of the Sulawesi Sailfin Lizards of the Genus Hydrosaurus Kaup, 1828 (Squamata, Agamidae)”. 《Zootaxa》 4747 (2): 275–301. doi:10.11646/zootaxa.4747.2.3.
5. ↑  Hydrosaurus pustulatus, IUCN